# 싸판콰이역
사판콰이역(태국어: สะพานควาย)은 타이 방콕에 있는 전철역이다.